# Трепененков, Игорь Исидорович
Игорь Исидорович Трепене́нков (1909 — 1988) — советский конструктор тракторов.

## Биография
Окончил МАМИ имени М. В. Ломоносова (1930) и с июня 1930 года до последних дней жизни работал в НАТИ: инженер, старший инженер, руководитель группы старший научный сотрудник, заведующий лабораторией и отделом, заместитель директора института по научной работе.
В составе бригады конструкторов НАТИ участвовал в разработке трактора СТЗ-НАТИ на СТЗ (1933—1935) и трактора КД-35 на ЛТЗ (1944—1947, ведущий конструктор).
В 1942—1943 участник разработки двухмоторного военного тягача Я-12 (тяговый расчет и сцепные устройства)
Кандидат технических наук (1947). Доктор технических наук (1965), профессор. С 1958 года член редколлегии журнала «Тракторы и сельхозмашины».

## Сочинения
Автор 11 книг, изданных в СССР и за рубежом, их общий тираж более 1 млн экземпляров. В том числе:
- Трепененков И. И., Долматовский Ю. А. Тракторы и автомобили (Москва: Сельхозгиз, 1954)
- Эксплуатационные показатели сельскохозяйственных тракторов [Текст] / И. И. Трепененков. — М. : Машгиз, 1963. — 271 с.: ил. ; 22 см

## Награды
- Сталинская премия первой степени (1947) — за разработку конструкции гусеничного трактора «Кировец Д-35»
- орден «Знак Почёта» (1939)
- орден Октябрьской Революции
- медали ВСХВ-ВДНХ.